# 우쓰노미야 다로

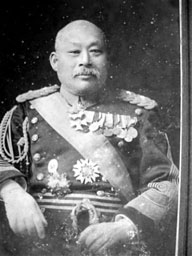

우쓰노미야 다로(宇都宮太郞, 1861년 4월 27일 ~ 1922년 2월 15일)는 일본 제국의 육군 군인이다. 영국 공사관 부관, 참모본부 2부장, 제7군단장, 제4사단장, 조선군 사령관, 군사참의관을 역임하였다. 계급은 육군 대장. 가쓰라 다로, 센바 다로(仙波太郎)와 함께 "육군의 3대 다로"라고 불렸다.

## 계보
사가번 출신으로 가메가와 세이이치(亀川貞一)의 4남으로서 태어난 후, 우쓰노미야 주베(宇都宮十兵衛)의 양자가 된다. 우쓰노미야씨는, 지쿠고국 야나가와성주 가마치씨의 가로, 가마치 시게히사(蒲池鎮久)의 아들 가마치 사다히사(蒲池貞久)를 선조로 하는 이사하야 우쓰노미야(諫早宇都宮) 가문이다.
장남 도쿠마(徳馬)는 중의원 의원과 참의원 의원을 역임하였다. 5·15 사건의 주모자이며 해군 중위였던 미카미 다카시(三上卓)의 아내인 와카(わか)는 다로의 조카이다.

## 약력
고교쿠사(攻玉社)를 거쳐, 1879년 4월에 육군 유년학교 학생이 되고 1882년에는 육군 사관학교에 진학하였다. 사관생도 7기.
1885년 6월 사관학교를 졸업하고 육군 보병 소위가 된다. 1888년 11월에 중위로 진급하여 육군대학교에 입학한다.
1890년 12월에 육군대학교를 졸업하고 1892년 참모 본부에 발령받는다. 다음 해인 1893년 11월 대위로 진급하고 12월부터 인도로 출장하여 다음 해 11월에 귀국하여 참모본부 제2국원이 된다. 1894년 7월부터 벌어진 청일 전쟁에서 대본영 육군 참모로서 정보수집 및 분석 업무를 맡게 된다. 1896년 5월부터 참모본부 제 3부원이 되고 1898년 소령으로 진급하였다.
1901년 1월에 주 영국 대사관 부관으로 취임하였다. 런던에 있으면서 1903년 중령, 1905년 3월 대령으로 진급한다. 이때 러일 전쟁에서는 아카시 겐지로(明石元二郎) 주 스웨덴 대사관 부관의 러시아 약체화 공작활동을 지원하였다.
1906년 3월에 귀국하여 4월부터 육군대학 간사가 된다. 같은 해 4월 1일 금 3급 긴시(金鵄) 훈장을 받는다. 1907년 5월부터 보병 제 1연대장이 되고, 1908년 12월에는 총참모본부 제 2부장으로 취임한다. 다음 해 1월에는 소장으로 진급한다. 1911년 중국에서 일어난 신해 혁명에서는 청을 보호하는 입장에 섰던 정부 방침에 반하여 은밀히 미쓰비시 합자회사 사장인 이와사키 히사야(岩崎久弥)로부터 자금 원조를 받아 혁명파를 지원한다.
1914년 5월 중장으로 진급하고 제 7사단장이 되었다. 1916년 8월에는 제 4 사단장이 되고, 1918년에는 조선군 사령관이 된다. 1919년 대장으로 진급하고 1920년 8월부터 군사 참의관이 되어 재직 중에 사망한다.

## 같이 보기
- 김응선